# Joan of Paris
Joan of Paris (bra: E as Luzes Brilharão Outra Vez; prt: Joana de Paris) é um filme estadunidense de 1942, do gênero drama de guerra, dirigido por Robert Stevenson e estrelado por Michèle Morgan e Paul Henreid. Estreia de ambos os astros em Hollywood, o filme mostra o trabalho da Resistência francesa na Paris ocupada pelos nazistas, o que era largamente ignorado pelas plateias norte-americanas àquela altura. A história possui suas semelhanças com Casablanca, inclusive com o par central demonstrando certa química.
A produção foi orçada em $666,000, um valor alto para a época, mas foi generosamente acolhida pelo público, o que resultou em considerável lucro para a RKO Pictures.
A trilha sonora, de Roy Webb, foi indicada ao Oscar da categoria.[carece de fontes?]
O filme marca a estreia de Michèlle Morgan em filmes estadunidenses.

## Sinopse
Joan, que trabalha em um bar e tem Joana d'Arc como santa de devoção, sacrifica-se para ajudar aviador da França Livre e seus 4 colegas da RAF a fugir do país, controlado pela Gestapo. Ela e Paul, o aviador, vivem uma história de amor, ameaçada por herr Funk, o chefe nazista.

## Premiações
| Prêmio | Categoria            | Situação                    |
| ------ | -------------------- | --------------------------- |
| Oscar  | Melhor Trilha Sonora | Indicado[carece de fontes?] |

## Elenco
| Ator/Atriz        | Personagem        |
| ----------------- | ----------------- |
| Michèle Morgan    | Joan              |
| Paul Henreid      | Paul Lavallier    |
| Thomas Mitchell   | pe. Antoine       |
| Laird Cregar      | Herr Funk         |
| May Robson        | senhorita Rosay   |
| Alexander Granach | agente da Gestapo |
| Alan Ladd         | Baby              |
| Jack Briggs       | Robin             |
| James Monks       | Splinter          |
| Richard Fraser    | Geoffrey          |
| Paul Weigel       | mordomo           |
| John Abbott       | espião inglês     |